# Diamantina (tiểu vùng)
Diamantina là một tiểu vùng thuộc bang Minas Gerais, Brasil. Tiều vùng này có diện tích 7348 km², dân số năm 2007 là 80519 người.